# Stanislav Moskvine
Pour les articles homonymes, voir Moskvine.
Stanislav Vassilievitch Moskvine né le 19 janvier 1939 à Léningrad en Russie soviétique, est un coureur cycliste soviétique, dont la spécialisation de « pistard » s'est faite après des débuts routiers qui lui ont valu de disputer deux fois la Course de la Paix. Dans le domaine de la poursuite sur piste, il obtenait des accessits individuels aux Jeux olympiques et aux Championnats du monde. C'est en poursuite par équipes que son rôle fut essentiel, il remporta d'ailleurs quatre titres de Champion du monde.

## Biographie
Stanislav Moskvine est un champion du cyclisme soviétique, dont le début de carrière, à l'instar des Roger Rivière et Rudi Altig, s'effectue tant sur la route que sur la piste. Sur route, il est l'un des membres de l'équipe de l'URSS, qui remporte la victoire, individuelle et collective, lors des éditions de 1961 et 1962 de la Course de la Paix. Lui-même termine l'épreuve en progressant d'une année à l'autre. Mais le destin de Stanislav Moskvine, se trouve sur la piste des vélodromes. "Bel athlète" de 1,86 m, pour 81 kg, il obtenait aux Jeux olympiques de Rome sa première médaille (de bronze). Après la création du Championnat du monde de poursuite olympique par équipes, en 1962, il délaisse la route et il devient le pilier de l'équipe soviétique dans cette spécialité. 
Il participe à trois éditions Jeux olympiques : Rome en 1960, Tokyo en 1964, Mexico en 1968. Il met à la fin de carrière son expérience au service des pistards de l'URSS, au poste d'entraineur.

## Palmarès sur route
- 1961
  - 4ea étape de la Course de la Paix[2] (contre-la-montre par équipes)
- 1961
  - 11e étape de la Course de la Paix[3] (contre-la-montre par équipes)

## Palmarès sur piste
- 1958
  -  Champion d'URSS de poursuite individuelle
- 1959
  -  Champion d'URSS de poursuite individuelle
  -  Champion d'URSS de poursuite par équipes
- 1960
  -  Champion d'URSS de poursuite individuelle
  -  Champion d'URSS de poursuite par équipes
  -  3e de la poursuite par équipes aux Jeux olympiques de Rome (avec Viktor Romanov, Arnold Belgardt et Leonid Kolumbet)
- 1961
  -  Champion d'URSS de poursuite individuelle
  - 4e du championnat du monde de poursuite individuelle amateurs
- 1962
  -  Champion d'URSS de poursuite individuelle
  -  Champion d'URSS de poursuite par équipes
  -  3e du championnat du monde de poursuite par équipes amateurs (avec Viktor Romanov, Arnold Belgardt et Leonid Kolumbet)[4]
- 1963
  -  Champion du monde de poursuite par équipes amateurs (avec Arnold Belgardt, Sergeï Teretschenkov et Viktor Romanov)
  -  Champion d'URSS de poursuite individuelle
  -  Champion d'URSS de poursuite par équipes
  -  2e du championnat du monde de poursuite individuelle amateurs
- 1964
  -  Champion d'URSS de poursuite individuelle
  -  3e du championnat du monde de poursuite par équipes amateurs (avec Arnold Belgardt, Leonid Kolumbet et Sergeï Teretschenkov)[4]
  - 5e de la poursuite par équipes aux Jeux olympiques de Tokyo (avec Leonid Kolumbet, Dzintars Lācis et Arnold Belgardt)[5]
  - 5e de la poursuite individuelle aux Jeux olympiques de Tokyo
- 1965
  -  Champion du monde de poursuite par équipes amateurs (avec Sergeï Teretschenkov, Mikhaïl Kolyuschev et Leonid Vukolov)
  -  2e du championnat du monde de poursuite individuelle amateurs
- 1966
  - Quart-de-finaliste du championnat du monde de poursuite individuelle amateurs
- 1967
  -  Champion du monde de poursuite par équipes amateurs (avec Mikhaïl Kolyuschev, Viktor Bykov et Dzintars Lācis)[4]
- 1968
  -  Champion d'URSS de poursuite individuelle
  - 4e de la poursuite par équipes aux Jeux olympiques de Mexico (avec Dzintars Lācis, Vladimir Kuznetzov, Viktor Bykov et Mikhaïl Kolyuschev)
- 1969
  -  Champion du monde de poursuite par équipes amateurs (avec Vladimir Kuznetzov, Viktor Bykov et Sergeï Kuskov)
  -  Champion d'URSS de poursuite individuelle
- 1970
  -  Champion d'URSS de poursuite individuelle
  -  3e du championnat du monde de poursuite par équipes amateurs (avec Vladimir Kuznetzov, Viktor Bykov et Vladimir Semenets)